# Nine Black Alps
Nine Black Alps ist eine Alternative-Rockband, die 2003 in Manchester gegründet wurde.

## Geschichte
Nine Black Alps wurde von Sam Forrest, James Galley, Martin Cohen und David Jones gegründet. Ihr Debütalbum wurde von dem Elliott-Smith-Produzenten Rob Schnapf produziert, bei Island Records veröffentlicht und erreichte Platz 51 der britischen Charts. Das 2007 erschienene zweite Album wurde von Dave Sardy produziert. In der Zeit zwischen 2003 und 2006 gab die Band mehrere Konzerte in Europa, Nordamerika und in Japan mit renommierten Bands, wie Black Rebel Motorcycle Club, Weezer und Biffy Clyro. 2007 kehrte die Band nach England zurück. Im Februar 2008 startete Band mit den Aufnahmen für ihr drittes Album, das Locked Out From The Inside heißen und am 5. Oktober 2009 veröffentlicht werden soll.
Sänger Sam Forrest ist ein US-Amerikaner, der in New York geboren wurde, ein Jahr in Los Angeles lebte und später eine Universität in Cardiff besuchte.

## Diskografie

### Alben
- Everything Is (2005)
- Love/Hate (2007)
- Locked Out From The Inside (2009)
- Candy For The Clowns (2014)

### EPs
- Glitter Gulch (2006)

### Singles
- Bitter End
- Burn Faster
- Shot Down
- Cosmopolitan
- Unsatisfied
- Just Friends
- Not Everyone